# Степной мамонт
Степной мамонт, трогонтериевый слон (лат. Mammuthus trogontherii) — вымерший вид мамонтов, живший в среднем плейстоцене на просторах Евразии.

## Описание
Степной мамонт, по-видимому, отделился в верхнем плейстоцене от южного мамонта (Mammuthus meridionalis), которого он вытеснил в среднем плейстоцене от 750 до 500 тысяч лет назад. Имея высоту в плечах до 4,7 м, он относился к крупнейшим представителям хоботных всех времён, его вес достигал 10 тонн. Бивни у самцов достигали 5 м, однако были не столь закрученными, как у более позднего шерстистого мамонта (Mammuthus primigenius). Известны находки ископаемых остатков этого вида на территории Западной Сибири, современного Казахстана, Ставропольского, Пермского и Краснодарского краёв. Степные мамонты были лучше, чем южные мамонты, приспособлены к питанию травами и проникали глубоко в степные регионы. Однако их ареал распространялся и на лесистые местности, о чём свидетельствуют находки в торфяных слоях восточной Англии, в которых были найдены также лесные растения. Степные мамонты были одним из первых видов мамонтов, которые, благодаря густому шерстяному покрову, были хорошо приспособлены к жизни в холодных регионах. Около 250 тысяч лет назад появился шерстистый мамонт, возникший в северной Сибири как ветвь степного мамонта и полностью заместивший последнего после длительного переходного периода. Датировки ископаемых находок зубов этого вида на территории провинции Шаньси в Китае показывают, что степные мамонты могли существовать там ещё 33 тыс. лет назад.

## Находки

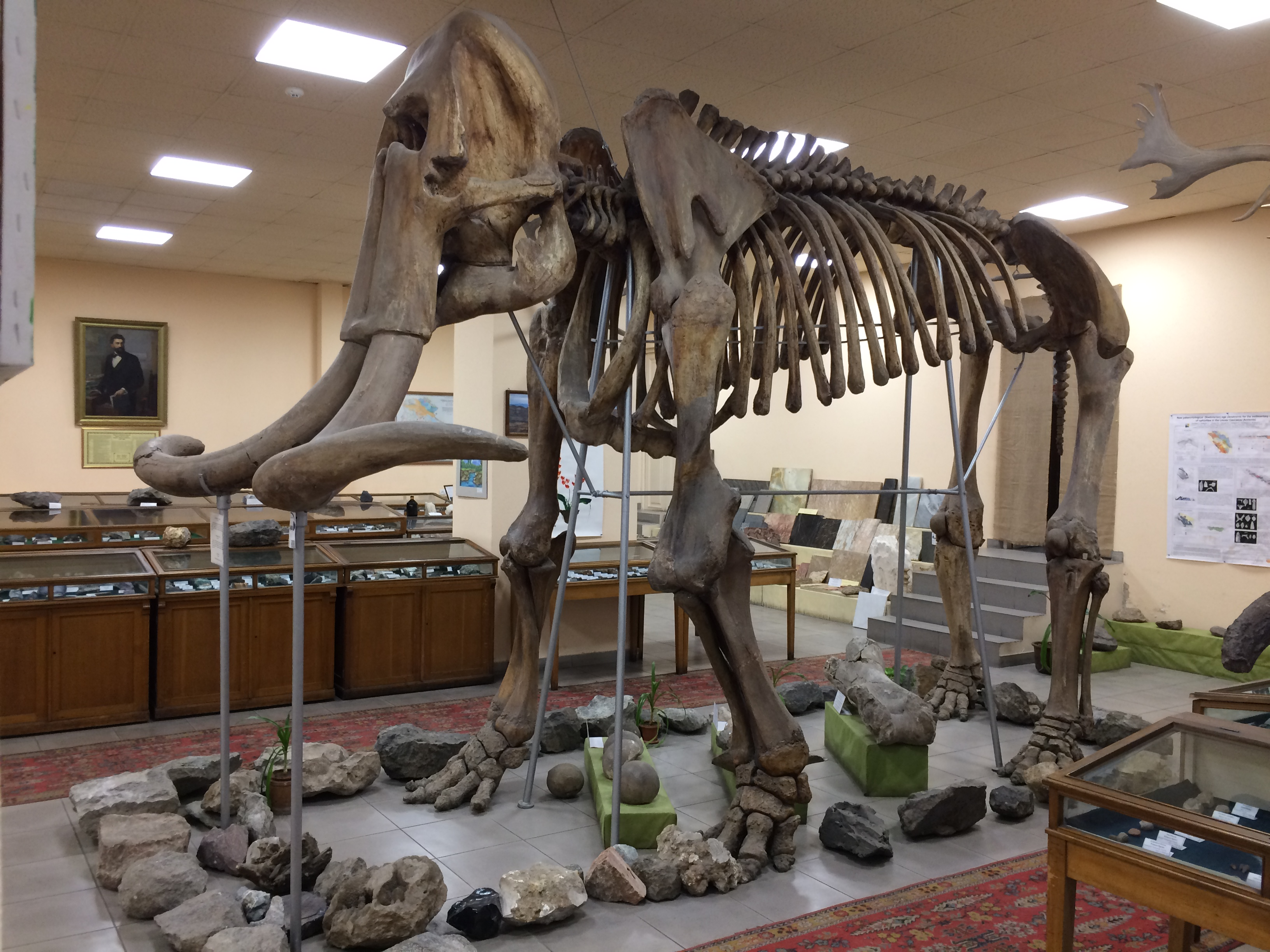
Степной мамонт в Геологическом музее Армении, его возраст варьируется примерно 500,000 и 400,000 годов

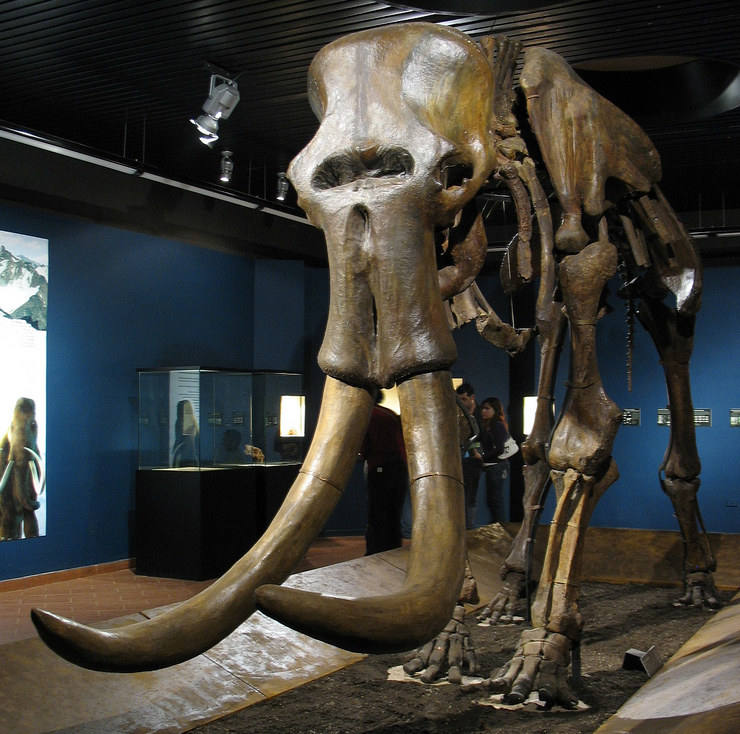
Скелет степного мамонта

Полностью сохранившийся скелет степного мамонта был найден в 1996 году около сербского города Кикинда и выставлен в местном музее. Скелет принадлежит самке высотой 4,7 м с бивнями длиной 3,5 м. Её вес оценивается в 7 тонн. Вполне вероятно, что самцы в этой части ареала степного мамонта были ещё крупнее и обладали ещё более крупными бивнями.
В 1964 году в Кагальницком песчаном карьере в семи километрах от Азова нашли скелет трогонтериевого слона (степного мамонта) возрастом около 700—800 тысяч лет. Хранится в Азовском историко-археологическом и палеонтологическом музее-заповеднике.
В Чембакчинском яру (Ханты-Мансийский автономный округ) найден скелет трогонтериевого слона хорошей сохранности, который находится в экспозиции Музея природы и человека в Ханты-Мансийске.
Почти полный скелет трогонтериевого слона обнаружен в Оханском районе Пермского края в 2010 году. Судя по размерам бивня (длиной 315 см), это останки одного из самых крупных известных науке трогонтериевых слонов, крупнейший бивень степного мамонта, найденный в России. Вес живого мамонта мог быть около 8,5 - 9,5 тонн.  Всего в музеях России хранится восемь скелетов слонов данного вида, при этом полных всего три.
В 2021 году в Британии, возле города Суиндон, в ходе раскопок обнаружены остатки семьи из 5 степных мамонтов, датированные возрастом около 200 000 лет, со следами их разделки неандертальцами. Рядом с ними найдены каменные инструменты неандертальцев. Вероятно, степные мамонты были объектом охоты неандертальцев до похолодания климата в Британии в начале последнего ледникового периода.